# Sophia Henriëtte Kautzmann-van Oosterzee
Sophia Henriëtte (Julia) Kautzmann-van Oosterzee (Rotterdam, 6 december 1852 - Ede, 8 juni 1934) was een Nederlands schrijfster.
Sophia was lid van de familie Van Oosterzee die is opgenomen in het genealogische naslagwerk Nederland's Patriciaat; dochter van hoogleraar Johannes Jacobus van Oosterzee (1817-1882) en Cornelia Maria Elizabeth de Wilde (1821-1890). Ze huwde in 1879 te Utrecht Johan Hendrik Daniel Kautzmann (1851-1917), ambtenaar bij de Koninklijke Bibliotheek. Op 30 december 1884 werd te Den Haag haar dochter Cornelia Maria Elisabeth Wisboom Versteegen-Kautzmann geboren, eveneens schrijfster en bekend onder de pseudoniem Cora Westland.
Zij schreef oorspronkelijk onder het pseudoniem Julia. Haar roman Gehypnotiseerd droeg zij op aan prinses Marianne. Sophies echtgenoot was bibliothecaris bij prinses Marianne.

## Werken
- Zuster Annie: Haagse roman (1920)
- Rond den Dom, (1919)
- Diotima, (1897)
- Margaretha's roeping (1893)
- Fee, (1891)
- Onder 't oordeel, (1890)
- Gehypnotiseerd: roman uit't dagelijksch leven (1890)
- Adelheid (2 delen, Den Haag, 1887, met een Vervolg in 1889)
- Balduines: een karakterschets uit de dagen van geloofsstrijd ('s-Gravenhage, 1885)
- Verborgen leed (in de ½-guldenseditie) (Beverwijk, 1883)
- Levensbeelden, twee novellen (1882)
- Oude Lise, (1881)
- Zonder masker, (Amersfoort, 1880)
- Zonder moeder (Rotterdam, 1880)
- Levensbeelden (Amsterdam, 1880)
- Gravin en vrouw: bladzijde uit een veelbewogen leven (Amersfoort, 1878; in het Hoogduits vertaald, 1880)
- Gescheiden (uitgegeven door Het Evangelisch Verbond, 1876)
- Een wees: Bladzijden uit het leven van een christen (1874, 2e druk Arnhem 1875)

## Over haar en haar werk
- Brieven van Sophie Henriette van Oosterzee (1852-1934) gericht aan Albertus Willem Sijthoff (1829-1913) (uitgeversmaatschappij A.W. Sijthoff's - Leiden, 1903).[3]
- Biografie door F. Jos. van den Branden en J.G. Frederiks, in: Biographisch woordenboek der Noord- en Zuidnederlandsche letterkunde (1888-1891).
- H. Kern, Johannes Kneppelhout, Anthonie Marius Kollewijn, Marie Henriëtte Koorders-Boeke en Nikolaas Gerard Pierson, 'Bibliographisch album', in: De Gids 42 (1878).

- International Standard Name Identifier: 0000 0003 8833 9406
- Nederlandse Thesaurus van Auteursnamen: 071811419
- Virtual International Authority File: 281518723
- WorldCat: E39PBJyRBTQxcfyVQdCyvfHjYP